# Défaite de Lochry
Guerre d'indépendance des États-Unis
La défaite de Lochry, également connue sous le nom de massacre de Lochry, est une bataille qui s'est tenue près de l'actuelle ville d'Aurora dans l'Indiana, aux États-Unis le 24 août 1781. Elle s'inscrit dans la guerre d'indépendance des États-Unis (1775–1783), qui débuta comme conflit entre la Grande-Bretagne et les Treize colonies avant de s'étendre à la frontière de l'Ouest et de faire entrer en guerre les Amérindiens en tant qu'alliés des Britanniques. La bataille fut brève et décisive : une centaine d'Amérindiens menés par Joseph Brant, un chef de guerre mohawk qui se trouvait temporairement dans l'Ouest, a pris en embuscade un nombre égal de miliciens de Pennsylvanie conduits par Archibald Lochry. Brant et ses hommes ont tué ou capturé l'ensemble des Pennsylvaniens en n'ayant subi aucune perte.
La force de Lochry faisait partie d'une armée levée par George Rogers Clark pour mener une campagne contre Détroit dans le Michigan, quartier général des Britanniques dans la région. Clark, le chef militaire américain prééminent de la frontière du Nord-Ouest, a travaillé avec le gouverneur Thomas Jefferson de Virginie en planifiant une expédition visant à capturer Détroit, par laquelle il espère mettre un terme au support des Britanniques à l'effort de guerre amérindien. Au début du mois d'août 1781, Clark et environ 400 hommes ont quitté Fort Pitt en Pennsylvanie par bateau, descendant la rivière Ohio à quelques jours en avant de Lochry et ses hommes, qui tentaient de le rattraper.
La force de Joseph Brant faisait partie d'une armée combinée de Britanniques et d'Amérindiens levée pour contrer l'offensive de Clark. Brant avait trop peu d'hommes pour arrêter Clark, mais lorsqu'il a intercepté des messagers voyageant entre Clark et Lochry, il prit connaissance du plus petit groupe de Lochry formant l'arrière. Lorsque Lochry a accosté pour nourrir ses hommes et ses chevaux, Brant a lancé son embuscade qui a été extrêmement réussie. Comme Clark n'avait pu recruter qu'une partie des hommes dont il avait besoin pour sa campagne, la perte des hommes de Lochry conduit à l'annulation de l'expédition de Clark.